# Дормиц
Дормиц (њем. Dormitz) општина је у њемачкој савезној држави Баварска. Једно је од 29 општинских средишта округа Форххајм. Према процјени из 2010. у општини је живјело 2.004 становника. Посједује регионалну шифру (AGS) 9474119.

## Географски и демографски подаци
Дормиц се налази у савезној држави Баварска у округу Форххајм. Општина се налази на надморској висини од 305 метара. Површина општине износи 4,6 km². У самом мјесту је, према процјени из 2010. године, живјело 2.004 становника. Просјечна густина становништва износи 439 становника/km².

## Међународна сарадња
| Мјесто  | Држава  | Врста сарадње | Од    |
| ------- | ------- | ------------- | ----- |
| Дерлајк | Белгија | партнерство   | 1983. |
| Извор   |         |               |       |